# Wobbuffet
Wobbuffet (japanski: ソーナンス Sōnansu) jedan je od 1025 fiktivnih vrsta Pokémona iz medijske franšize Pokémon, skupa Pokémon videoigara, animiranih serija, manga stripova, knjiga, igraćih karata i drugih medija kojima je tvorac Satoshi Tajiri. Svrha je Wobbuffeta u videoigrama, animiranoj seriji i manga stripovima, kao i svrha ostalih Pokémona, borba s divljim Pokémonima – neukroćenim stvorenjima koje igrači i likovi pronalaze dok kreću na razne avanture – i pripitomljenim Pokémonima drugih Pokémon trenera.
Ime "Wobbuffet" dolazi od engleskih riječi "wobble" = ljuljati se, odnoseći se na Wobbuffetovo konstantno njihanje, i "buffet" = izazvati nesreću.
Porijeklo njegova japanskog imena Soonansu (često izgovaranog i Sōnansu) i neobičan stil ovog Pokémona su poprilično nepoznati i nejasni, za razliku od ostalih Pokémona. Lik se temelji na japanskom komedijašu imena Sanpei Hayashiya (1925-1980). Hayashiya je imao rutinu da podigne jednu od svojih ruku na čelo i kaže "Sô nansu, okusan" ("Tako i izgleda, mlada damo"). Iz tog razloga, u japanskim Pokémon animiranim serijama i filmovima, ovog se Pokémona često može vidjeti kako stavlja svoju ruku na čelu i viče "Soooooonansu!".

## Biološke karakteristike
Wobbuffet je ukočen Pokémon oblikovan poput plavog balona. Njegovo je lice u stalnoj iskrivljenoj grimasi. Dijeli sličnost s naopako okrenutom vrećom za udaranje. U igrama Pokémon Diamond i Pearl, ženke Wobbuffeta nose ruž za usne.
Wobbuffet ne podnosi svjetlost i šokove, te iz tog razloga živi u tihim tamama špilja i izlazi iz njih jedino noću. Ako ga se napadne, napuhat će svoje tijelo kako bi pokazao svoju nevjerojatnu sposobnost protunapadačkih tehnika kao što su Kontranapad (Counter) i Zrcalni ogrtač (Mirror Coat), umjesto da se bori poput svih ostalih Pokémona. Ne čini ništa drugo, osim što podnosi sve te napade, sugerirajući na to da ili nije sposoban agresivno reagirati, ili je jednostavno građen da podnosi napade. Doduše, neće dopustiti napad na svoj cijenjeni, osjetljivi rep. Kada se to dogodi, Pokémon će reagirati u slijepom bijesu, pokušavajući napasti protivnika s Okovima sudbine (Destiny Bond). Kako bi sakrio svoj rep od potencijalnih napadača, Wobbuffet živi u mračnim špiljama i atmosferama koje su gore opisane.
Ako se sretnu dva Wobbuffeta, počet će se nadmetati u izdržljivosti, što je zapravo natjecanje u kojem konstantno stoje na nogama i zure jedan u drugoga. Doduše, moguće je da će pokušati natjecati se da vide koji će izdržati duže vremena bez hrane, na što bi treneri trebali pripaziti.

## U videoigrama
Wobbuffet je dostupan u svim videoigrama, počevši od Gold i Silver igara, no nema ga u Pokémon Colosseumu i Pokémon XD: Gale of Darkness.
U Gold i Silver videoigrama, dostupan je u Špilji tame, te kao nagrada u Goldenrod Game Corneru. U Pokémon Ruby, Sapphire i Emerald, Wobbuffeta se može uhvatiti u Safari zoni. U Pokémon FireRed i LeafGreen, može ga se uhvatiti u Nepoznatoj pećini, kao i na šestom otoku Sevii otoka.
Wobbuffet je neobičan, poželjan Pokémon u borbama. Ima nevjerojatno veliku količinu HP-a, a njegova sposobnost Mračne etikete (Shadow Tag) onemogućuje mijenjanje protivnikovih Pokémona. Ne nalik drugim Pokémonima, Wobbuffet ne može učiti nove napade izuzev četiri tehnike koje zna kada ga se uhvati. To su Zrcalni Ogrtač, Kontranapad, Zaštita (Safeguard) i Okovi sudbine. Doduše, s početkom Ruby i Sapphire verzija, Wobbuffetov prijašnji oblik Wynaut ima dostup trima novim tehnikama: Prskanje (Splash), Ponavljanje (Encore) i Šarm (Charm). Nijedan od ovih napada ne čini štetu. Njihove prave vrijednosti navedene su dolje.
Zrcalni ogrtač (djeluje samo na specijalne napade) i Kontranapad (djeluje samo na fizičke napade) reflektiraju štetu koja je uzrokovana Wobbuffetu natrag protivniku dvostrukom snagom, te tu Wobbuffet zaslužuje svoju kategoriju Strpljivog Pokémona; nikada ne napada prvi. Zaštita štiti Wobbuffeta od status efekata. Okovi sudbine uzrokuju onesvješćivanje protivnika ako se prethodno i Wobbuffet onesvijesti, te je ta tehnika jedina koju Wobbuffet može upotrijebiti prije protivnika. Prskanje je potpuno beskoristan napad koji ne uzrokuje štetu. Ponavljanje uzrokuje, kao i što mu ime govori, da protivnik ponavlja napad koji je zadnji koristio nekoliko krugova zaredom, a Šarm spušta protivnikov Attack status za dva stupnja. 
Zbog Wobbuffetove ekstremne prirode, zabranjeno ga je koristiti u kompetitivnim igrama, jer će gotovo uvijek igraču dati prednost, čak i protiv Pokémona na višim razinama. Ovdje se mora spomenuti i veoma nezahvalan scenarij: ako treneri u borbu pošalju dva Wobbuffeta jednog protiv drugog, bilo bi nemoguće pobijediti, osim ako jedan od igrača ne odustane (Wobbuffet nema nijedan frontalni napad, a i njegova sposobnost Mračne etikete onemogućuje protivniku da izmjenjuje Pokémone).
Wobbuffet je najbolji obrambeni tanker u Pokémon igrama, te je direktna prijetnja puno moćnijim Pokémonima kao što je Mewtwo, ili pak Pokémonima koji se oslanjaju na Zerging taktiku.

## U animiranoj seriji
U animiranoj seriji, Jessie, članica Tima Raketa, dobiva Wobbuffeta nakon što slučajno razmjeni svog Lickitunga za njega, te se otada Wobbufet pojavio u gotov svakoj epizodi. Wobbuffet je ekvivalent Mistyinom Psyducku, jer ima naviku da iskače iz svoje Poké lopte u nezgodnim trenutcima, bez da ga se prethodno zazove. Isto tako, pridružuje se motu Tima Raketa, te odmah nakon Meowtha glasno zaviče "Wobbuffet!". Jessie ga je koristila u Pokémon Izložbi protiv Harleya, ali je izgubila. 